# Корина, Ирина Валерьевна
Ирина Валерьевна Корина (род. 1977, Москва) — российская художница, дважды лауреатка российской ежегодной профессиональной премии в области современного искусства «Соратник», дважды лауреатка государственной премии в области современного искусства «Инновация».

## Биография
Родилась в Москве в 1977 году. В 2000 году окончила факультет сценографии Российской академии театрального искусства (ГИТИС), курс актуального искусства «Новые художественные стратегии» в Институте проблем современного искусства (ИПСИ), прошла программу Valand Academy exchange program (Швеция). В 2002—2005 годах училась в Академии изобразительных искусств Вены (Австрия).
Активно выставляется и работает в театре с 1999 года. В 1999 Ирина получила театральную премию «Дебют». Трижды становилась лауреаткой российской ежегодной профессиональной премии в области современного искусства «Соратник» (2006, 2009, 2012). Ирина Корина дважды побеждала во Всероссийском конкурсе в области современного искусства «Инновация»: в 2007 году в номинации «Новая генерация» и в 2014 в номинации «Произведение визуального искусства». В 2011 и 2014 годах Ирина Корина становилась финалисткой Премии Кандинского в номинации «Проект года», а в 2012 стала лауреаткой итальянской премии «Terna».
В 2017, 2018 годах вошла в Российский инвестиционный художественный рейтинг 49ART, представляющий выдающихся современных художников в возрасте до 50 лет.

## Работы находятся в собраниях
Московский музей современного искусства
Государственный центр современного искусства, Москва.

## Персональные выставки
- 2018 — «Огого. Ирина Корина». Галерея «Перелётный кабак», Москва[4][5][6].
- 2016 — «Временные явления». Музей АРТ4, Москва.
- 2016 — «Униженные и окрыленные». XL галерея, Москва.
- 2015 — «Волшебная гора» (совм. с Светланой Шуваевой). XL галерея, Москва.
- 2015 — «Арт-эксперимент. В гостях у художника» (с Александром Повзнером). Музей современного искусства «Гараж», Москва.
- 2014 — «Масштаб мечты». Плато, Острава.
- 2014 — «Припев». Stella Art Foundation, Москва.
- 2013 — «Часовня». ВАМ, Нью-Йорк.
- 2013 — «Вооруженные мечтой». ЦВЗ Манеж, Москва.
- 2009 — «Ирина Корина. Инсталляции». Московский музей современного искусства, Москва[7]

## Групповые выставки
- 2016 — «Взаимодействие: взгляд современных художников на коллекцию ММОМА». Московский музей современного искусства, Москва.
- 2016 — «Архстояние». дер. Никола-Ленивец.
- 2015 — «Балаган». Kuehlhaus, Берлин
- 2015 — «Надежда / Hope». Специальный проект 6-й Московской биеннале современного искусства, Москва.
- 2015 — «Её». Центр современного искусства «Заря», Владивосток.
- 2015 — «Пост-поп: Восток встречает Запад». Галерея Саатчи, Лондон.
- 2012 — «В полном беспорядке». Centre d'Art Santa Mònica[англ.], Барселона.
- 2012 — «Русское бедное». PAC, Милан.
- 2009 — «Русский павильон», Венецианская Биеннале, Венеция.

## Театральные проекты, сценография
2019
- «ГЭС-2 Опера», реж. Всеволод Лисовский, НИУ «МЭИ»

2016
- Love Machines, реж. Мария Чиркова, Электротеатр Станиславский

2014
- День победы, реж. Юрий Муравицкий, Театр на Таганке

2014
- Лисистрата, реж. Нина Чусова, Театр сатиры

2013
- Марина, реж. Евгения Беркович, Гоголь-центр

2011
- Арии, реж. Медея Ясониди, Платформа, Винзавод
- Приключения Гогенштауфена, реж. Михаил Смоляницкий

2010
- Лисистрата, реж. Нина Чусова, Омский государственный академический театр драмы, Омск

2005
- Сексуальные неврозы наших родителей, реж. Георг Жено, Центр драматургии и режиссуры, Москва

2003
- Norway.today, реж. Георг Жено, Театр.doc

1998
- Сон в летнюю ночь (в соавторстве с Наталией Зурабовой) реж. Николай Шейко, МХАТ им. А. П. Чехова

## Работа в кино, художница-постановщица
2004
- Зови меня Джин!, реж. Илья Хотиненко

2002
- Смеситель, реж. Александр Шейн

2000
- Одиссея-1989, реж. Илья Хотиненко

1999
- Лицо французской национальности, реж. Илья Хотиненко

## Премии
- 2006 — Российская ежегодная профессиональная премия в области современного искусства «Соратник»
- 2008 — Государственная премия в области современного искусства «Инновация»
- 2009 — Российская ежегодная профессиональная премия в области современного искусства «Соратник»
- 2012 — Российская ежегодная профессиональная премия в области современного искусства «Соратник»
- 2012 — премия «Terna»
- 2015 — Государственная премия в области современного искусства «Инновация»